# Johan Evertsen

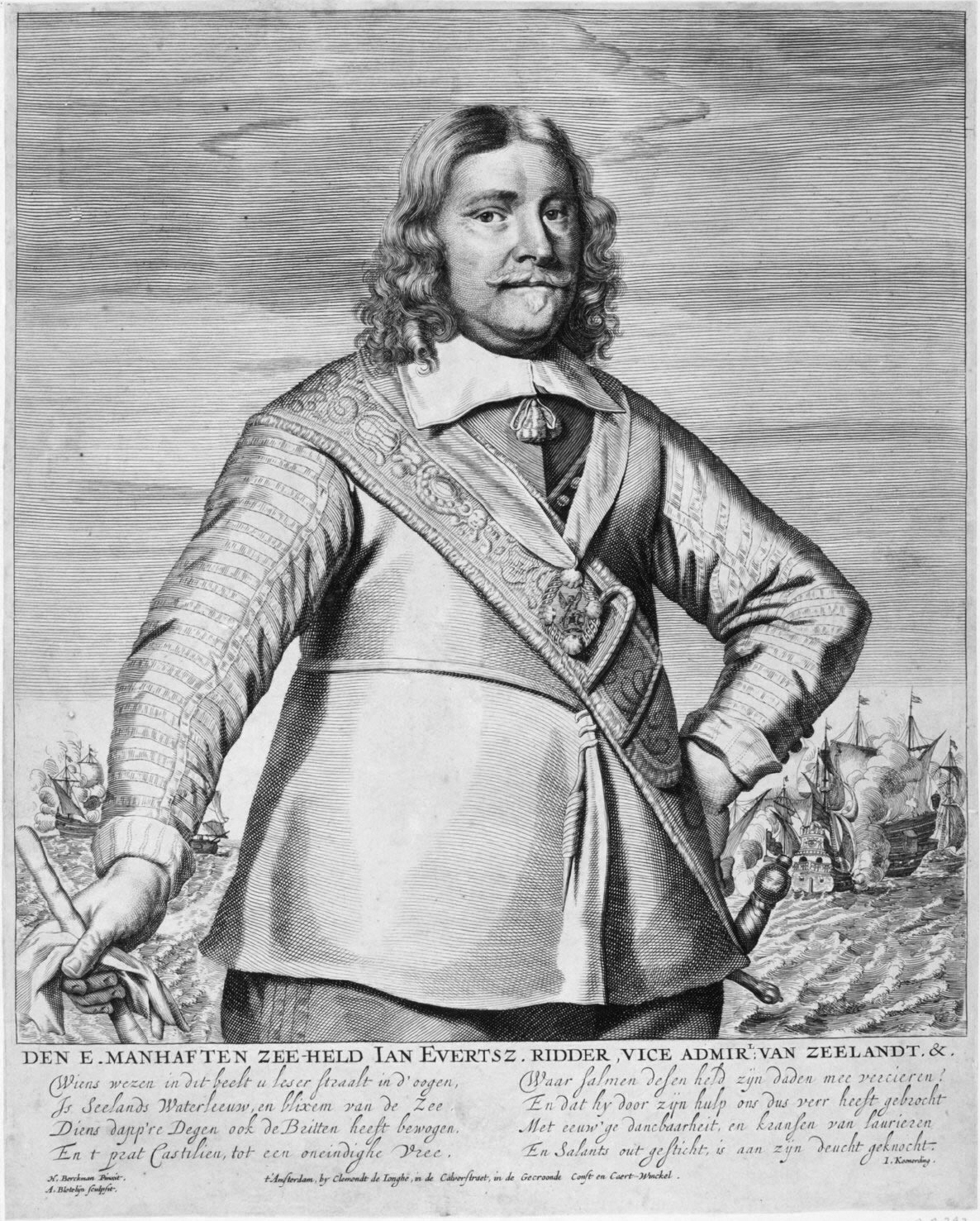
Johan Evertsen

Johan Evertsen (* 1. Februar 1600 in Vlissingen; † 5. August 1666 bei North Foreland) war ein niederländischer Vizeadmiral.
Er war der älteste Sohn des Kapitäns Johan Evertsen, der 1617 vor La Rochelle fiel, als er gegen französische Korsaren kämpfte, und Enkel des Wassergeusen Evert Hendricxsen (genannt Jan der Kapitän) und Bruder von Cornelis Evertsen der Ältere. Johan Evertsen fuhr zunächst auf dem Schiff seines Vaters. Er nahm 1625 an Gefechten von La Rochelle gegen Piraten unter Willem de Zoete teil und war 1626/27 gegen Barbaresken unter Laurens Reael. Danach kämpfte er gegen Piraten besonders aus Dünkirchen (Festnahme von Jacob Collaert 1636, der der Heringsfischerflotte aus Vlissingen schweren Schaden zugefügt hatte, sicheres Geleit für die von Piet Pieterszoon Heyn eroberte Beute aus der spanischen Schatzflotte in die Heimat 1628). 1631 kämpfte er in der Seeschlacht auf dem Slaak. 1637 wurde er Vizeadmiral und nahm 1639 an der Seeschlacht bei den Downs teil, wobei er das portugiesische Flaggschiff Santa Teresa zerstörte. Nach der Schlacht kam es zu einem Konflikt mit Witte Corneliszoon de With, der ihm Feigheit vorwarf, und er erhielt in den Folgejahren keine bedeutenden Kommandos. In dieser Zeit befreundete er sich mit Friedrich Heinrich von Oranien und Wilhelm II. von Oranien (später kam er in den Verdacht ein Orangist zu sein, was seine Karriere zeitweilig behinderte). Bei Ausbruch des Ersten Englisch-Niederländischen Krieges wurde er zunächst weiter übergangen und erst bei Ablösung von de With durch Maarten Tromp wieder eingesetzt. Er spielte eine bedeutende Rolle in der Seeschlacht bei Dungeness 1652, in der er das Flaggschiff von Tromp gegen einen englischen Angriff schützte. Er nahm an der Seeschlacht bei Portland und der Seeschlacht bei Gabbard teil und der Seeschlacht bei Scheveningen, in der Tromp fiel und sein Schiff so schwer beschädigt wurde, dass er sich zurückziehen musste. De With hatte wieder das Kommando nach dem Tod von Tromp und Evertsen war wieder kaltgestellt. Erst nachdem de With in der Seeschlacht im Öresund 1658 gefallen war, wurde er wieder unter Michiel de Ruyter aktiviert und im Nordischen Krieg bei der Wiedereroberung dänischer Gebiete gegen die Schweden eingesetzt. 1664 wurde er Leutnant-Admiral von Zeeland. Im Zweiten Englisch-Niederländischen Krieg war er Dritter im Kommando in der Niederlage der Seeschlacht bei Lowestoft und übernahm, nachdem Jacob van Wassenaer Obdam und Egbert Bartholomeusz Kortenaer fielen, das Kommando (allerdings auch in der Verwirrung der Niederlage Cornelis Tromp). Nach der Rückkehr musste er sich in Den Haag verantworten, wurde von einem aufgebrachten Mob misshandelt und gefesselt ins Wasser geworfen, konnte aber entkommen. Vor dem Kriegsgericht in Den Helder wurde er vom Vorwurf der Feigheit freigesprochen. Er hatte im Gegenteil unter schwerem Beschuss den Rückzug der Flotte gedeckt. Nachdem sein Bruder in der Viertageschlacht gefallen war, erhielt er wieder ein Kommando auf See unter De Ruyter, dessen Vorhut er kommandierte. Er fiel am ersten Tag des St. James’s Day Fight und liegt wie sein Bruder in der Abtei in Middelburg begraben.
Er war seit 1622 mit Maayken Gorcum (1600–1671) verheiratet und hatte mit ihr fünf Kinder, darunter Cornelis Evertsen der Jüngere. 

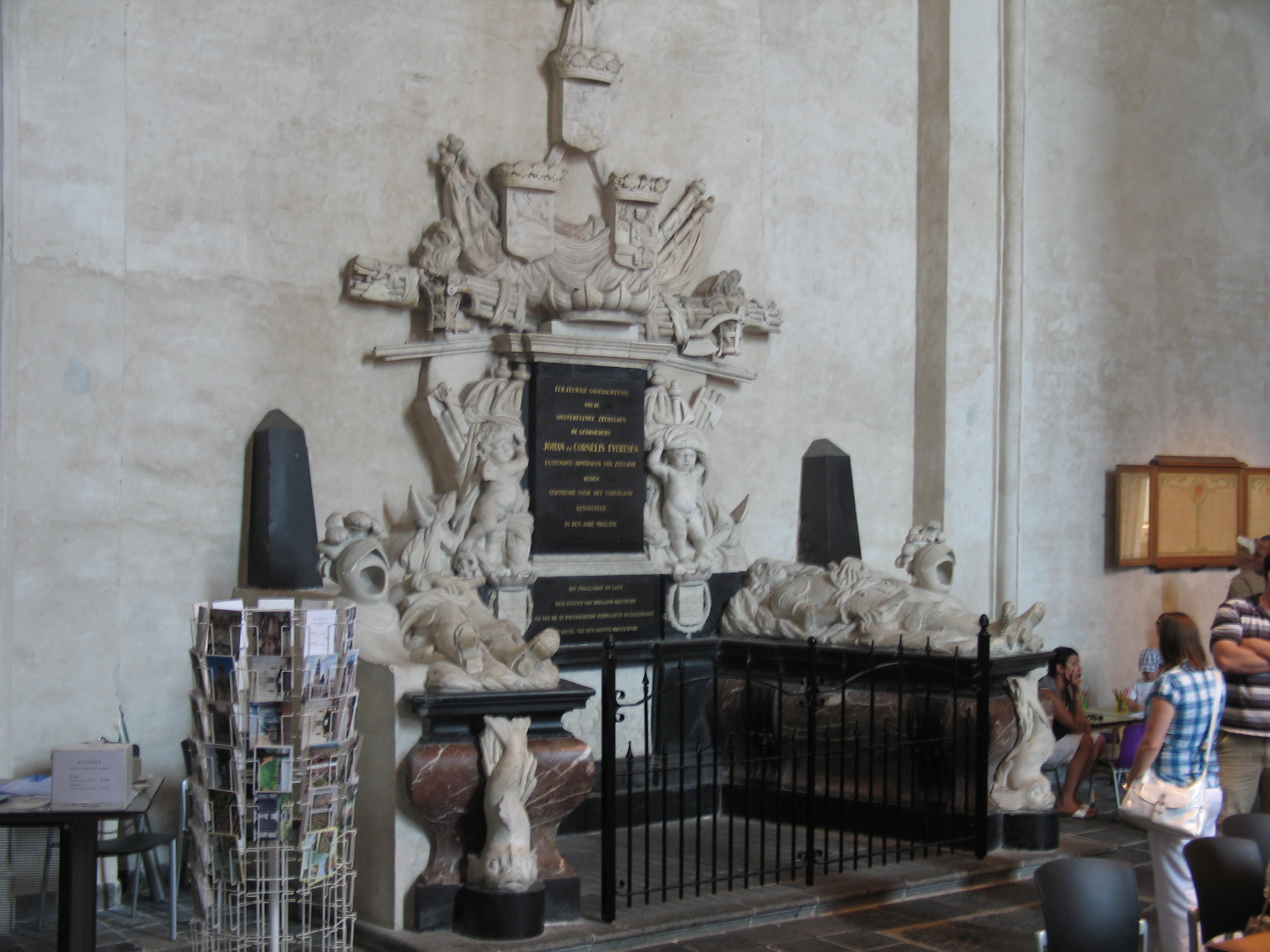
Grab von Cornelis und Johan Evertsen in Middleburg